# Muara
Muara, miasto portowe w Brunei; 3 tys. mieszkańców (2006). Znajduje się w dystrykcie Brunei i Muara, w centralnej części państwa. Jest 4 pod względem wielkości portem w Azji.

## Nazewnictwo
Muara jest dosyć naturalne w związku z jego malajskim znaczeniem, które odnosi się do ujścia rzeki. Wybór tej nazwy wiąże się symbolicznie z głównym wejściem do Brunei, które znajduje się w obszarze oznaczonym jako ujście rzeki.

## Lokalizacja

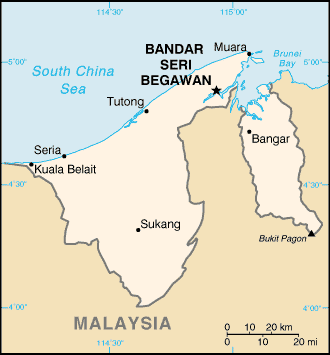
Mapa Brunei